# Revilla del Campo (kommunhuvudort)
Revilla del Campo är en kommunhuvudort i Spanien.   Den ligger i provinsen Provincia de Burgos och regionen Kastilien och Leon, i den norra delen av landet, 200 km norr om huvudstaden Madrid. Revilla del Campo ligger 942 meter över havet och antalet invånare är 149.
Terrängen runt Revilla del Campo är platt åt nordväst, men åt sydost är den kuperad. Revilla del Campo ligger nere i en dal. Runt Revilla del Campo är det mycket glesbefolkat, med 2 invånare per kvadratkilometer. Närmaste större samhälle är Burgos, 19,5 km nordväst om Revilla del Campo. Trakten runt Revilla del Campo består i huvudsak av gräsmarker.